# Nhà nước Hồi giáo Iraq và Levant - tỉnh Khorasan
Nhà nước Hồi giáo Iraq và Levant - tỉnh Khorasan (tiếng Anh: Islamic State of Iraq and the Levant – Khorasan Province, ISIL-KP) (tiếng Ả Rập: الدولة الإسلامية في العراق والشام – ولاية خراسان, ad-Dawlah al-Islāmiyah fī 'l-ʿIrāq wa-sh-Shām – Wilayah Khorasan) tự xưng là nhánh của Nhà nước Hồi giáo Iraq và Levant (ISIL) hoạt động ở Afghanistan và Pakistan. Lãnh vực hoạt động của nhóm Khorasan cũng bao gồm các khu vực khác của Nam Á. ISIL tuyên bố thành lập nhóm vào tháng 1 năm 2015 và bổ nhiệm Hafiz Saeed Khan trước đây thuộc Tehrik-i-Taliban Pakistan làm lãnh tụ, với phó lãnh đạo là Abdul Rauf Aliza từ Afghan Taliban. Aliza bị máy bay không người lái của Mỹ giết chết vào tháng 2 năm 2015 trong khi Khan chết vào tháng 7 năm 2016.